# Amazon China
Amazon China (китайська: 亚马逊中国), раніше відомий як Joyo.com (китайська: 卓越网) — вебсайт онлайн-покупок.
Joyo.com був заснований на початку 2000 року китайським підприємцем Лей Цзюнем у Пекіні, Китай. Компанія переважно продавала книги та інші медіатовари, доставляючи їх клієнтам по всій країні. Joyo.com був перейменований на «Amazon China» після продажу компанії Amazon Inc у 2004 році за 75 мільйонів доларів США. Amazon China закрила свій внутрішній бізнес у Китаї у червні 2019 року після того, як США розірвали всі відносини з Китаєм, пропонуючи лише товари від продавців, які перебувають за кордоном.